# ایستگاه متروی منور هاوس
ایستگاه متروی منور هاوس (انگلیسی: Manor House tube station) یکی از ایستگاه‌های خط سیرکل متروی لندن است.
این ایستگاه که در منطقه هکنی لندن و منطقه هرینگی لندن قرار دارد در سال ۱۹۳۲ میلادی تأسیس شده‌است.

## نگارخانه

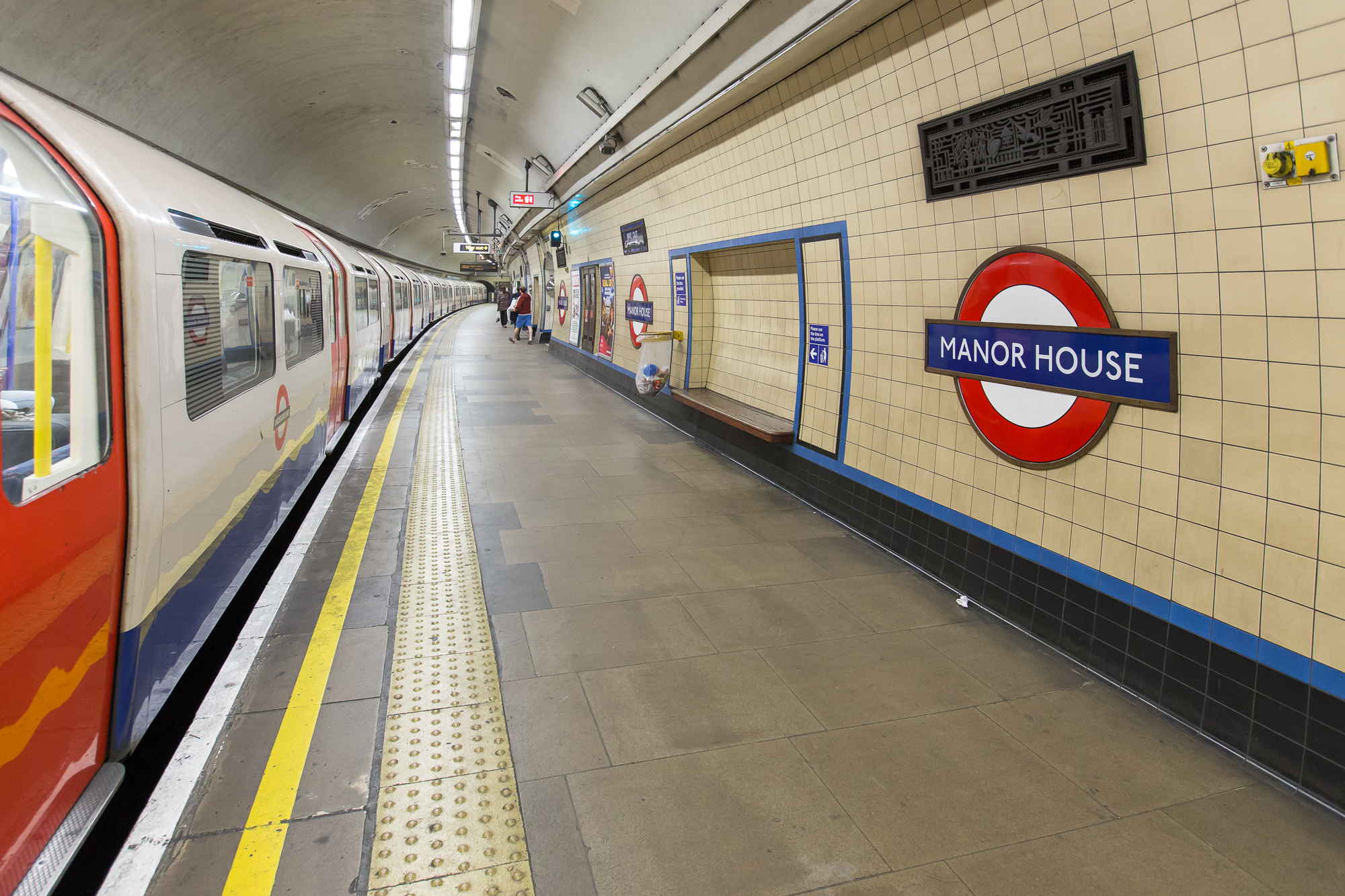
Eastbound platform looking north
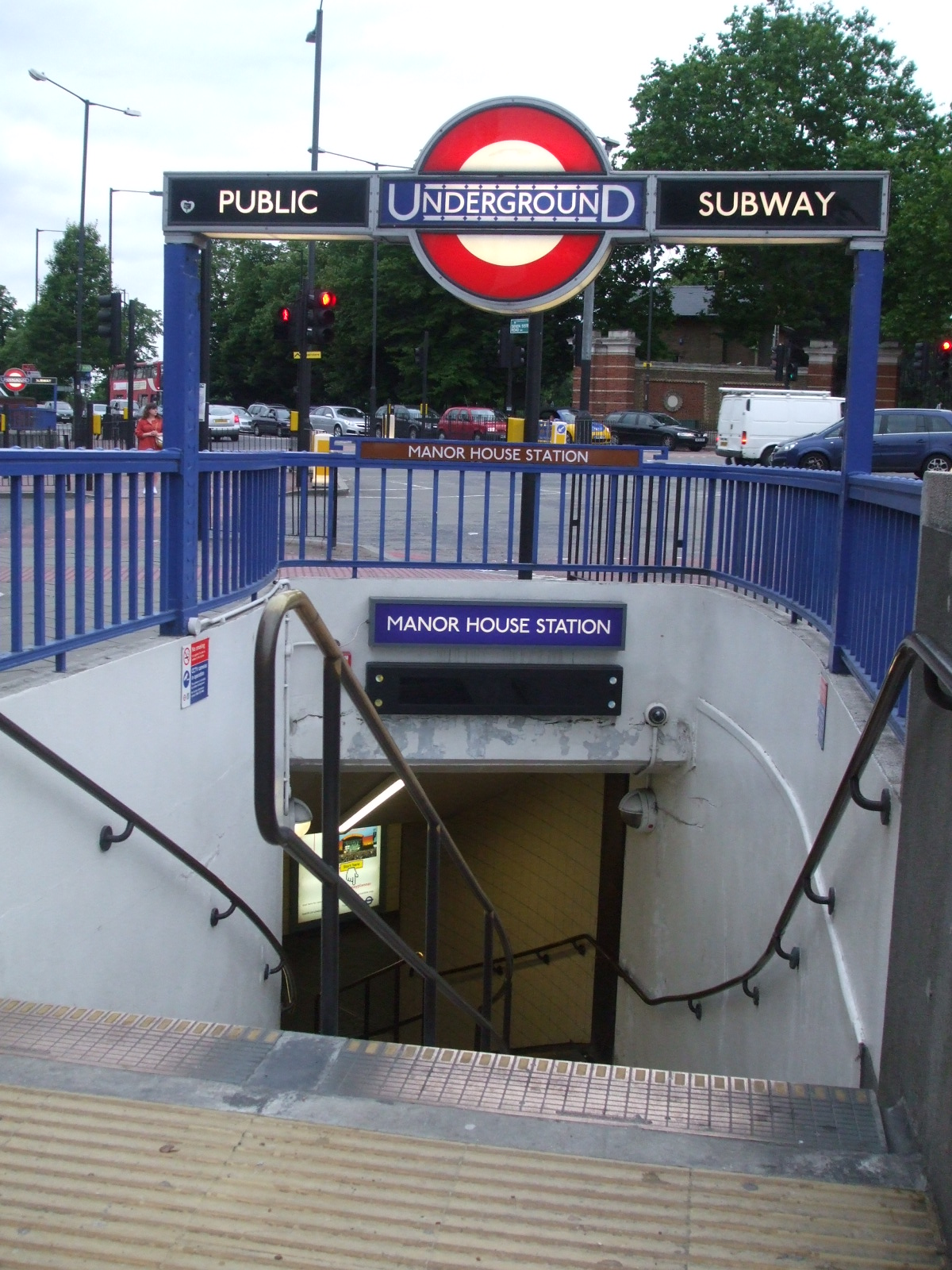
Southeastern subway entrance
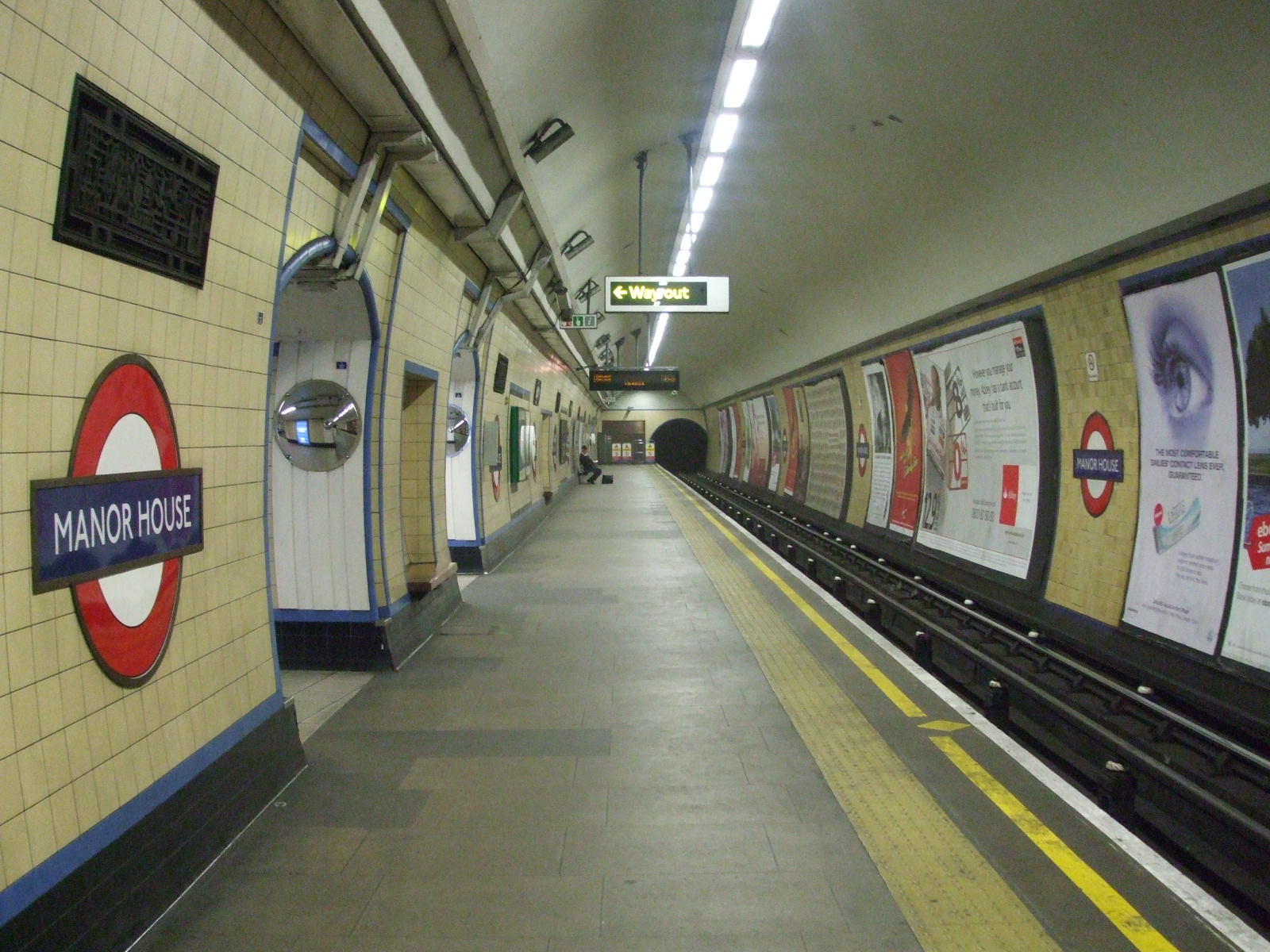
Eastbound platform looking south
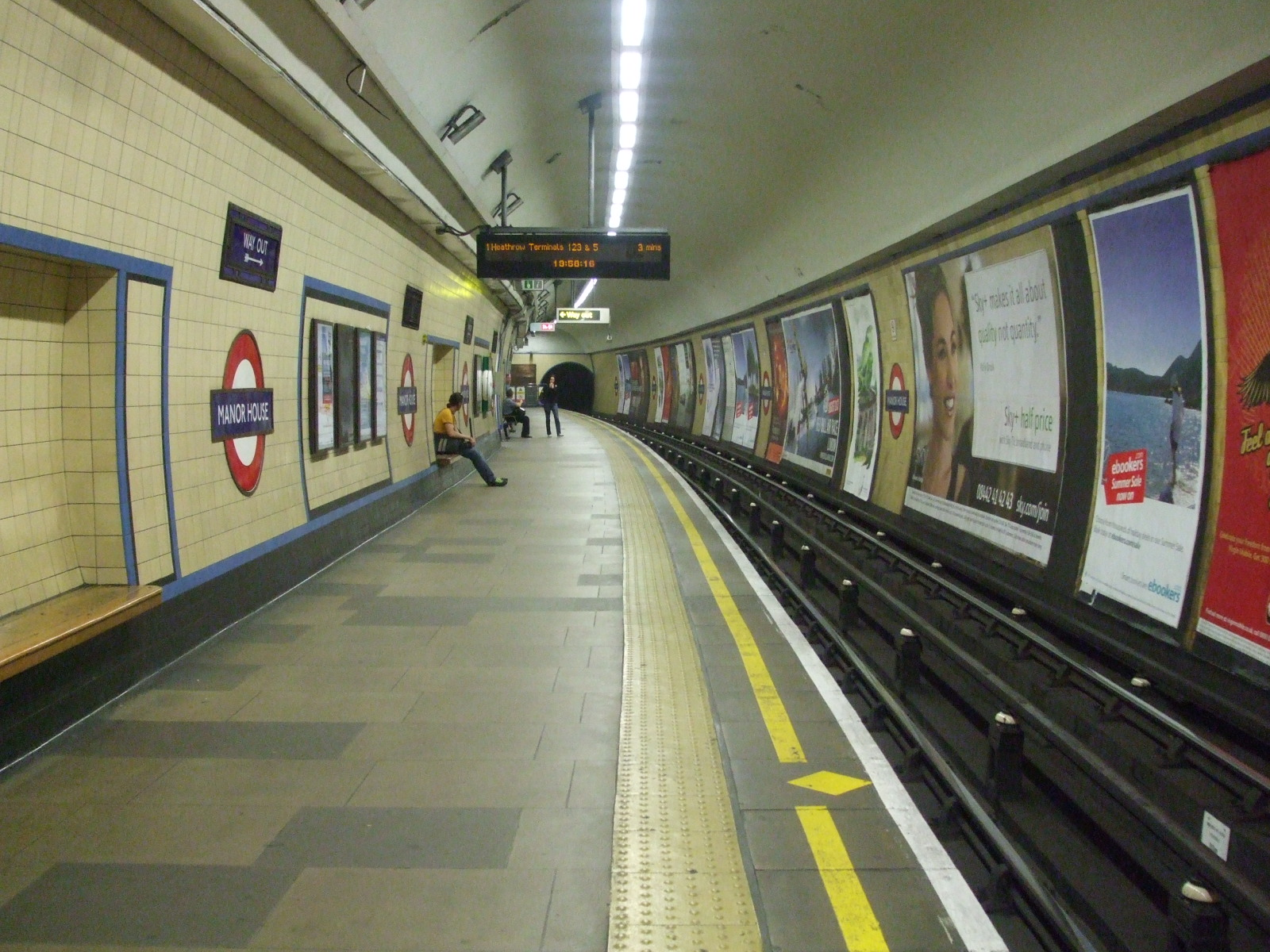
Westbound platform looking north
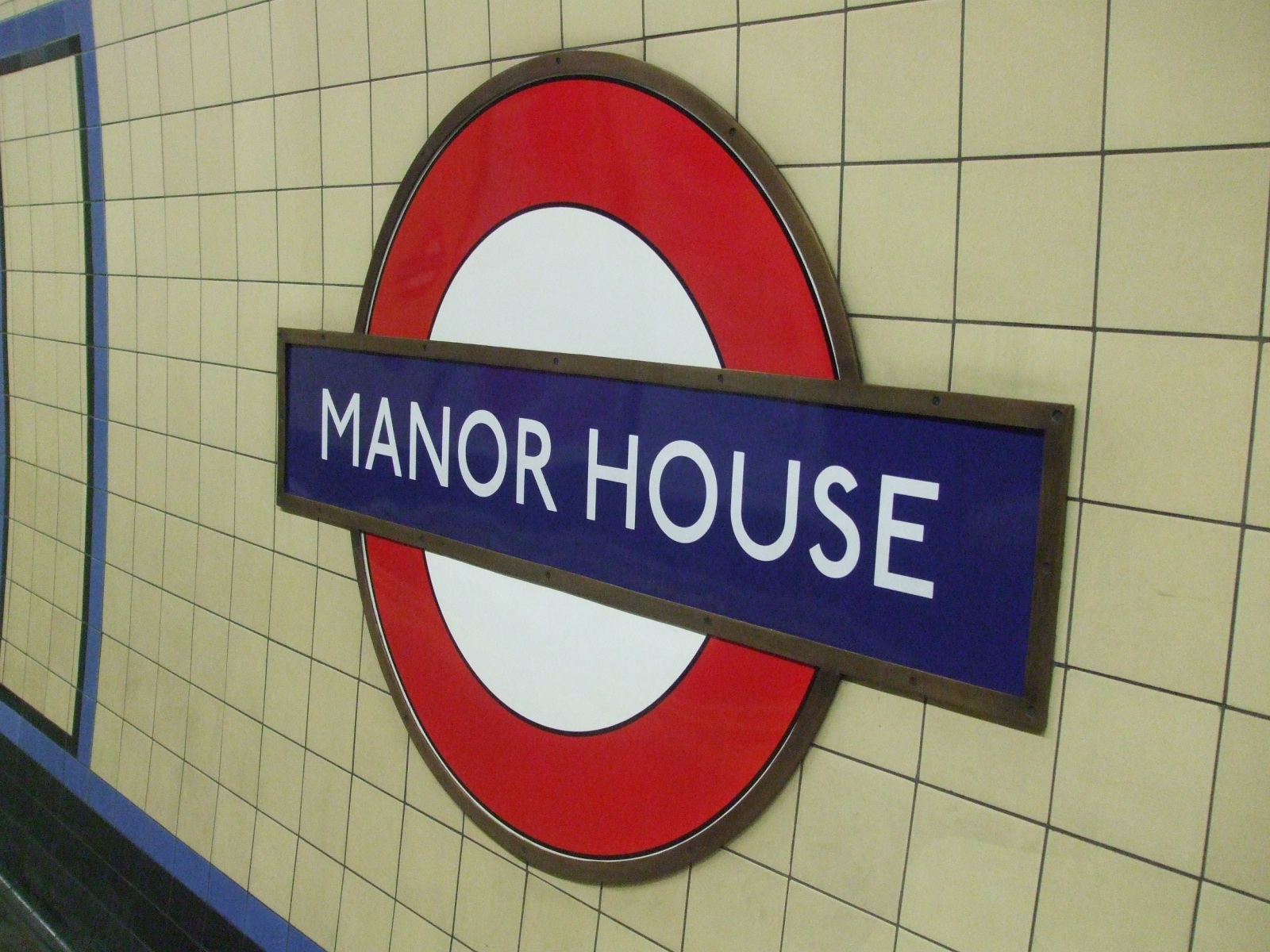
Station platform roundel